# ريدينغ الغربية (دائرة انتخابية في المملكة المتحدة)
ريدينغ الغربية (بالإنجليزية: Reading West)‏ هي إحدى الدوائر الانتخابية في المملكة المتحدة الممثلة في مجلس العموم في برلمان المملكة المتحدة.
عضو البرلمان الذي يمثلها حالياً هو :Martin Salter (Lab).